# Мужчина по вызову
«Мужчи́на по вы́зову» (англ. Deuce Bigalow: Male Gigolo (дословно — рус. Дьюс Бигалоу: Парень Жиголо)) — американский комедийный фильм 1999 года режиссёра Майка Митчелла. В главной роли — Роб Шнайдер.

## Сюжет
Чистильщика аквариумов Дьюса Бигалоу постоянно выгоняют с работы. Однажды профессиональный жиголо просит его присмотреть за любимой рыбкой в течение трёх недель, а сам отправляется в Швейцарию «по работе». Дьюс остаётся в роскошной квартире и случайно разбивает аквариум; тогда он временно помещает рыбку в контейнер выключенного блендера. Денег на возмещение ущерба у него нет, и он сам становится 'мужчиной по вызову'.

## В ролях
| Актёр           | Роль                                   |
| --------------- | -------------------------------------- |
| Роб Шнайдер     | Дьюс Бигалоу                           |
| Уильям Форсайт  | Чак Фаулер, детектив                   |
| Эдди Гриффин    | Тибериус Джеферсон Хикс, сутенёр       |
| Ариджа Барейкис | Кейт, одноногая девушка                |
| Одед Фер        | Антуан Лаконт, жиголо                  |
| Гейл О’Грэйди   | Клэр, высокооплачиваемая проститутка   |
| Ричард Рили     | Боб Бигалоу, отец Дьюса                |
| Жаклин Обрадорс | Элейн Фаулер, жена Чака                |
| Биг Бой         | Флюиса, очень полная женщина           |
| Эми Полер       | Рут, женщина с синдромом сквернословия |
| Дина Платиас    | Берджита, слепая соседка Кейт          |
| Торстен Фогс    | Тина, очень высокая женщина            |

## Саундтрек
1. «Call Me» — Blondie
2. «Spill the Wine» — Eric Burdon & War
3. «You Sexy Thing» — Hot Chocolate
4. «Get Down Tonight» — KC & The Sunshine Band
5. «Let’s Get It On» — Marvin Gaye
6. «I’m Not In Love» — 10cc
7. «Magnet and Steel» — Walter Egan
8. «No Worries» — Hepcat
9. «Can’t Smile Without You» — Sean Beal
10. «Lift Me Up» — Jeff Lynne
11. «Call Me» — Emilia Maiello
12. «Come On, Come On» — Smash Mouth
13. «Can’t Get Enough Of You Baby» — Smash Mouth
14. «Connected» — Stereo MC’s
15. «We Trying To Stay Alive» — Wyclef Jean feat The Refugee All-Stars
16. «Charge Away» — Don Great
17. «Sukiyaki» — Steve Griffen
18. «Strangers In The Night»